# Ultraschall Berlin
Ultraschall Berlin ist ein Festival für neue Musik, das seit 1999 jährlich in der zweiten Januarhälfte an verschiedenen Spielstätten Berlins stattfindet.

## Geschichte
Begründet wurde Ultraschall als gemeinsame Veranstaltung von zwei Rundfunkanstalten – dem DeutschlandRadio Berlin, heute Deutschlandfunk Kultur (DLF Kultur), und dem Sender Freies Berlin, heute Rundfunk Berlin-Brandenburg (rbb). Beim Start am 30. Januar 1999 unter der Leitung von Rainer Pöllmann und Martin Demmler umfasste das Festival zwei Wochen und bot neun Konzerte mit sieben Uraufführungen. In den Folgejahren wurde das Angebot zeitlich verdichtet, vom Umfang her aber erweitert, heute erstreckt sich das Festival über fünf Tage mit rund 15 Konzerten. Drei Ensembles der Rundfunk-Orchester und -Chöre gGmbH Berlin (roc) bilden das Rückgrat des Festivals: Deutsches Symphonie-Orchester, Rundfunk-Sinfonieorchester und Rundfunkchor. Die Leitung lag von Anfang an bei einer Doppelspitze aus Redakteuren der beiden veranstaltenden Rundfunkanstalten. Durchgehend ist in diesem Leitungsduo Rainer Pöllmann für den heutigen DLF Kultur dabei, für den heutigen rbb folgten auf Martin Demmler (1999–2005) Margarete Zander (bis 2013) und seit 2014 Andreas Göbel. Ein wichtiges Markenzeichen des Festivals, so schreiben Rainer Pöllmann und Andreas Göbel, sei „die Balance aus Ur- und Erstaufführungen und der Beleuchtung von Werken der jüngeren Vergangenheit in verändertem, aktuellem Kontext.“

## Spielstätten
Zu den Spielstätten des Festivals zählen der Große Sendesaal des rbb im Haus des Rundfunks, Radialsystem V, Heimathafen Neukölln, aber auch Hebbel am Ufer, Berghain, Hochschule für Musik „Hanns Eisler“ Berlin sowie der Pierre-Boulez-Saal.